# Komisja Polityki Społecznej i Zdrowia
Komisja Polityki Społecznej i Zdrowia była jedną ze stałych komisji senackich V kadencji. Po wyborach parlamentarnych w 2005 roku została rozdzielona pomiędzy Komisję Zdrowia a Komisję Rodziny i Polityki Społecznej. Przedmiotem działania tej komisji były: polityka socjalna państwa, system ubezpieczeń społecznych, bezpieczeństwo i higiena pracy, ochrona zdrowia, prawna ochrona rodziny oraz problemy ekonomiczne, mieszkaniowe i wychowawczo - kulturowe rodziny. 